# Jatimekar (Jatiasih)
Jatimekar is een bestuurslaag in het regentschap Kota Bekasi van de provincie West-Java, Indonesië. Jatimekar telt 36.170 inwoners (volkstelling 2010).